# 天主教圖爾坎教區
天主教圖爾坎教區（拉丁語：Dioecesis Tulcanensis）是厄瓜多爾一個羅馬天主教教區，屬基多總教區。
教區成立於1965年3月17日，位於卡爾奇省。2010年有教友176,000人（佔轄區總人口95.7%）、廿五個堂區、卅九名司鐸。現任教區主教為福斯托·蓋博爾·加西亞。